# Carlos Rivera
Carlos Augusto Rivera Guerra (Huamantla, Tlaxcala; 15 de marzo de 1986), más conocido como Carlos Rivera, es un cantante, compositor y actor mexicano. Ganador de diferentes premios; entre los que se encuentran un Premio World Broadway Spain por mejor actor revelación en su participación en El Rey León en 2012, dos Premios Dial por artista revelación y trayectoria musical y un Premio Lo Nuestro por canción mariachi del año con «100 años» en 2022. También ha sido nominado diez veces a los Premios Lo Nuestro, tres a los Premios Juventud y uno a los IHeartRadio Music Awards por mejor nuevo artista latino en 2017.
Ganador de diferentes premios; entre los que se encuentran un Premio World Broadway Spain por mejor actor revelación en su participación en El Rey León en 2012, dos Premios Dial por artista revelación y trayectoria musical y un Premio Lo Nuestro por canción mariachi del año con «100 años» en 2022. También ha sido nominado diez veces a los Premios Lo Nuestro, tres a los Premios Juventud y uno a los IHeartRadio Music Awards por mejor nuevo artista latino en 2017.
Inició su carrera artística al salir ganador de la tercera generación del programa de telerrealidad de TV Azteca, La Academia en 2004. Desde su infancia comenzó a presentarse en programas de concursos de canto en Tlaxcala, donde además trabajó como locutor en una radio local. En 2005, firmó un contrato con la compañía discográfica Sony BMG, en 2006 concursó en el programa televisivo Desafío de estrellas junto a sus compañeros de La Academia, con quienes realizó una gira musical por la República Mexicana en ciudades como Monterrey, Guadalajara, Veracruz y Puebla.Después de Desafío de estrellas lanza su primer álbum discográfico. Ha sido juez de diferentes versiones del programa internacional The Voice, en las ediciones de España y México en los programas de La voz, La voz kids y La voz México y La voz kids México.
Además trabajó en obras musicales tales como Bésame mucho y Orgasmos la comedia, en 2007 protagonizó el musical La Bella y la Bestia como Bestia junto a Lolita Cortés como Bella. En 2010, colaboró en el musical original mexicano, Mamma Mia! como reemplazo de Jorge Lau. Mientras que en 2011 se dio a conocer en España con su interpretación de Simba en El Rey León, obra que también se llevaría a cabo en México en 2015. Rivera también ha incursionado como actor incorporándose en programas de Televisión Azteca como La vida es una canción y su aparición en un capítulo de la telenovela mexicana, Los Sánchez. En 2016, interpretó a Andrés en la serie de televisión de Televisa, El hotel de los secretos.
Cuenta con seis álbumes de estudio; Carlos Rivera (2007), Mexicano (2010), El hubiera no existe (2013), Yo creo (2016), Guerra (2018) y Sincerándome (2023). También con un álbum tributo; Leyendas (2021). Entre sus canciones más populares se encuentran: «Te esperaba», «Que lo nuestro se quede nuestro», «¿Cómo pagarte?», «Me muero», «100 años», «Regresame mi corazón», «El hubiera no existe», «Otras vidas», «Recuérdame», etc. Sus cinco álbumes de estudio han recibido la certificación disco de oro y disco de platino por la Asociación Mexicana de Productores de Fonogramas y Videogramas (AMPROFON).
A lo largo de su trayectoria musical ha colaborado con artistas como Mario Domm, Leonel García, Franco De Vita, Becky G, Pedro Capó, Maluma, Melendi, Reik, Beatriz Luengo, Gerónimo Rauch, Natalia Jiménez, Noel Schajris, Fela Domínguez, Río Roma y Omara Portuondo. Y ha realizado homenajes a cantantes como Juan Gabriel, José Alfredo Jiménez, José Luis Perales, Consuelito Velázquez, Roberto Carlos, Raphael, José José, entre otros.

## Biografía y carrera artística

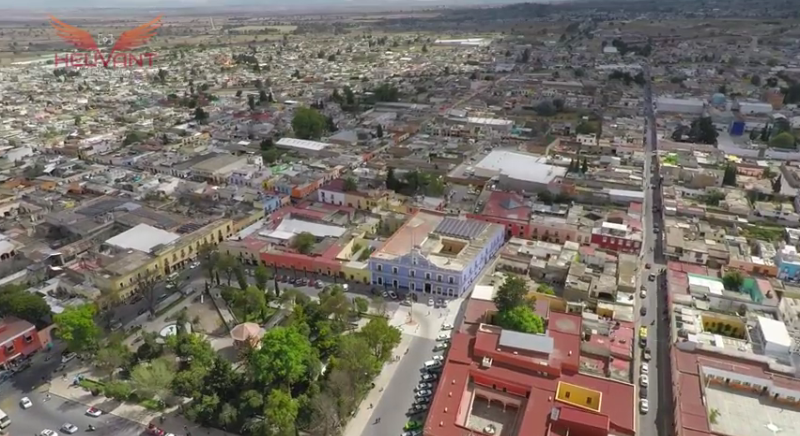
Huamantla, ciudad natal de Carlos.

### 1986-2006: Inicios
Originario de Huamantla, Tlaxcala; nació el 15 de marzo de 1986. Hijo de José Gonzalo Gilberto Rivera Ramírez y María Lourdes Guerra Martínez; tiene tres hermanos. A partir de la adolescencia, comenzó a organizar sus conciertos, buscar patrocinadores y darse a conocer ante un público. En varias ocasiones ganaba los concursos estatales de canto. En marzo de 2004, logró entrar al concurso musical de TV Azteca llamado La Academia, donde obtuvo el primer lugar en la tercera generación de participantes, obtuviendo un premio económico de tres millones de pesos. En la final del 4 de julio de 2004, interpretó «Qué nivel de mujer» del cantante mexicano Luis Miguel y «Esta noche es para amar» (Can you feel the love tonight) de la película animada de Disney, El rey león. Hizo la grabación de su disco «Mi historia en La Academia», recopilatorio que han lanzado algunos exparticipantes del programa, como por ejemplo, Myriam Montemayor, que no vio la luz públicamente. Ese mismo año le otorga al cantante y exingresado de La Academia Marco Moré, un tema de su autoría, llamado Tengo que, para su álbum discográfico de nombre Por ti.
En 2005, firmó contrato con Sony Music, compañía que en ese año tuvo una alianza estratégica con BMG Entertainment. En enero de 2006, ingresó como participante al segundo Desafío de estrellas de TV Azteca, donde compitió con algunos artistas como Aranza, Nadia, Cynthia Rodríguez, José Joel, Toñita, Yuridia y Erika Alcocer Luna. Finalmente, obtuvo el sexto lugar de la competencia. Mientras preparaba su primer álbum, interpretó el tema «Y si tú supieras» para la película mexicana Mar de sueños, el cual fue nominado a la Diosa de Plata por Mejor Canción de Cine. El tema «Eres total» formó parte de la banda sonora del melodrama Amor sin condiciones. En agosto de 2006, debutó en teatro al protagonizar la obra musical Bésame Mucho.

### 2007-2009:Carlos Rivera

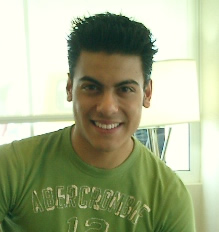
Carlos a principios de 2007.

El 27 de febrero de 2007, lanzó a la venta su primer mixtape titulado, Carlos Rivera, el cual incluye los sencillos «Te me vas» y «No soy el aire». Esta producción obtuvo el reconocimiento de disco de oro tras vender más de 30 000 copias. En febrero de 2008, se incorporó a la puesta en escena Orgasmos, La Comedia.
En junio de ese año, contando con 22 años de edad, se convirtió en el actor más joven del mundo en protagonizar como invitado especial el rol masculino de la obra musical La Bella y La Bestia, primera gran producción de Disney On Broadway montada en México. En junio de 2009, ingresó a Mamma Mia! como actor titular. Este proyecto le valió el reconocimiento de la APT (Agrupación de Periodistas Teatrales) en la categoría de Mejor Coactuación Masculina del Año.

### 2010-2013:Mexicano
Carlos Rivera presentó en 2010, su segundo mixtape titulado Mexicano, producido por Kiko Campos, y presentado en el Teatro de la Ciudad Esperanza Iris, con el cual también obtuvo el reconocimiento de disco de oro.
En 2011, fue invitado por medio de Ocesa Teatro para hacer una prueba en video, para formar parte del musical de Disney, El Rey León dirigido por Stage Entertainment, sin embargo, posteriormente se le solicitó viajar a España para hacer una prueba en vivo frente a los directores. Tras la audición, obtuvo el papel protagónico de Simba, siendo la primera vez que un artista mexicano encabezó el elenco de una obra de Disney en su estreno fuera de México. Entre 2011 y 2013, cerca de un millón de personas presenciaron más de 700 funciones de la obra en el Teatro Lope de Vega en la Gran Vía de Madrid. Estos hechos lo llevaron a hacerse acreedor al Premio Actor Revelación en los BroadwayWorld Spain Awards en 2012.

### 2013-2014:El hubiera no existe
El martes 4 de junio de 2013, publicó su tercer álbum de estudio y primero inédito titulado El hubiera no existe, con canciones compuestas por él y por artistas como Mario Domm, Franco de Vita, Leonel García y Pablo Preciado.
En noviembre de 2013, recibió el reconocimiento del Premio Antena CIRT por Mérito Artístico, el cual le fue entregado por el presidente de México, Enrique Peña Nieto. En marzo de 2014, recibió en España el Premio Dial en la categoría de Artista Revelación. El 5 de julio de 2014, presentó un concierto en el Teatro Metropólitan de la Ciudad de México para celebrar sus primeros 8 años de carrera. De ese concierto grabó un álbum en vivo titulado, Con ustedes... Carlos Rivera en vivo.

### 2015-2017:Yo creo
En mayo de 2015, volvió a interpretar a Simba en el musical El Rey León en México. La obra se volvió la más taquillera en la historia del país, al tiempo que Rivera actuó en más de 300 representaciones entre 2015 y 2016, sumando entre México y España más de mil funciones y más de un millón 400 mil espectadores. Lo anterior convirtió a Carlos en el primer actor en todo el mundo en liderar dos producciones originales de El Rey León (posteriormente esto también fue logrado por el actor neozelandés Nick Afoa) y el único protagonista en grabar dos discos de la banda sonora del musical, además de participar en la adaptación de las letras de las canciones para la puesta mexicana.
En ese mismo año tuvo una colaboración con el cantante y actor brasileño Daniel Boaventura cantando Perhaps, Perphaps, Perphaps para su álbum «Your song». De octubre de 2015 a mayo de 2016, participó como actor coestelar en su primera telenovela, El hotel de los secretos, interpretando a Andrés Salinas Gómez. Su estreno en Estados Unidos fue el 25 de enero de 2016 a través de Univision. En México se estrenó el 10 de abril de 2016 por Televisa.
El 5 de febrero de 2016, lanzó a la venta su segundo álbum de estudio titulado Yo creo, debutando como el número uno en la lista general de ventas de AMPROFON en México; el número 1 de iTunes general de España, y a unas semanas de ser editado consiguió la certificación de disco de oro en México, recibió por segunda ocasión el Premio Dial en España por Trayectoria Musical. Para mayo del mismo año presenta su primer concierto en el Auditorio Nacional como el inicio de la gira «Yo creo tour». El 26 de mayo de 2017, lanzó el álbum Yo creo (Deluxe Edition), el cual contiene el sencillo «Lo Digo» con Gente de Zona, mismo que desde el día siguiente a su lanzamiento, se colocó en primer lugar de ventas en iTunes. En octubre de ese año, fue parte de la banda sonora de la película «Coco» de Pixar, interpretando la canción «Recuérdame», composición mezclada de los géneros pop con mariachi. Rivera también grabó el tema «Voy a amarte», para la telenovela argentina Los ricos no piden permiso. El 22 de junio de 2018, lanzó una versión de una canción típica mexicana llamada Cielito Lindo, con motivo de la participación de la selección mexicana de fútbol en el Mundial de Rusia.

### 2018-2020:Guerra
En septiembre de 2018, lanzó su tercer álbum, llamado Guerra, afirmando que era un homenaje a su madre al ser este su apellido. Contó con la colaboración de Vanesa Martín para el tema Te Amo Hoy, y de Tommy Torres en Volveré, también estaría incluida la canción que interpretó para la película Coco, y una versión en vivo con la London Symphony Orchestra de cada tema del álbum, que fueron grabadas en los estudios Abbey Road de Londres. En los meses anteriores, lanzó diferentes sencillos que estarían incluidos en el disco, tales como «Regrésame mi corazón», y «Me muero», que fue seleccionado como tema principal de la telenovela Amar a muerte. En septiembre de ese año, grabó su primera canción en catalán, una versión del tema «Mi Héroe (El meu heroi)», cantado originalmente por el cantante español Antonio Orozco. Dicha versión estaría incluida en el disco de La Marató de TV3 de ese año, cuya recaudación iría destinada a la investigación contra el cáncer. En octubre de 2018, lanzó una versión del tema «Endless Love» junto con la cantante ítalo-mexicana Filippa Giordano, quien la incluyó en su álbum Friends & Legends Duets. Siendo la primera canción que Rivera interpreta en inglés.
A finales de 2018, se convirtió en el entrenador ganador de La voz México, con la participante española Cristina Ramos, ganadora de la primera edición de Got Talent España. Igual se reencontró con algunos conocidos como Colette y Erika Alcocer Luna. El 7 de diciembre de 2018, lanzó junto con la cantante italiana Laura Pausini un dueto llamado La Solución, en la reedición del último álbum de la cantante (Hazte Sentir), titulado Hazte Sentir Más. Fue realizado un videoclip de esta canción, en el que se le representa a Laura ascendiendo al cielo mientras que Rivera graba el momento en que ocurre. En julio de 2019, lanzó un dueto con el cantante peruano Gian Marco, tema del último disco del mismo (Intuición), llamado «Empecemos a vivir». En agosto de 2019, lanzó una versión de «El destino» con la cantante española Natalia Jiménez, originalmente interpretada por Rocío Dúrcal y por Juan Gabriel en 1997. Dicho tema sería incluido en el último álbum de Jiménez, titulado México de mi corazón. Fue finalista de La voz kids México con Mario Girón. En enero de 2020, lanzó el sencillo «Perdiendo la cabeza» en colaboración de los cantantes Pedro Capó y Becky G. Entre enero y febrero, anunció que los meses siguientes hasta agosto, serían los conciertos finales de la gira Guerra Tour, teniendo programadas fechas en ciudades de México, Estados Unidos y España, cerrando definitivamente en el Festival Starlite de Marbella el 1 de agosto. El 29 de febrero dio su último concierto, en Arena Monterrey, en Monterrey, debido a que el resto de conciertos hasta el último, fueron cancelados en su mayor parte debido a la pandemia de enfermedad por coronavirus.

### 2021-2023:LeyendasySincerándome
Debido a la expansión del virus, Rivera tuvo que cumplir confinamiento en su domicilio de Ciudad de México, por lo que aprovechó el tiempo para componer su siguiente álbum y para aprender a tocar la guitarra. A finales de mayo, participó con diversos cantantes latinos en una versión de la canción «Color esperanza» de Diego Torres, cuya recaudación sería destinada a la OPS, para limitar la expansión del virus y mitigar el impacto del COVID-19 en América. Estrenó el sencillo «Ya pasará», con la misma finalidad benéfica de la anterior canción, destinándose las ganancias a la ONG Save the Children, para apoyar de este modo a los niños y niñas más vulnerables durante la pandemia. A comienzos de año fue utilizado el tema «Ya no me acuerdo más de ti», interpretado junto a Maria José, para la telenovela Te acuerdas de mí.
También a finales de mayo, hizo una colaboración en el sencillo «Cobardes», de la cantante puertorriqueña Kany García, sencillo que estaría incluido en el disco de la cantante Mesa para dos. A principios de agosto, anunció un EP llamado Si fuera mía, en el que el cantante mexicano versionaría, siete de sus canciones favoritas. A finales de noviembre, lanzó junto a Maluma la canción en estilo mariachi «100 años», cuyo videoclip fue rodado por separado en la localización de cada cantante, debido a la situación por la pandemia de COVID-19. En febrero del 2021, lanzó un remix de la canción, en el que se incluye la participación del grupo musical Calibre 50. En abril de 2021 participó en un homenaje a Luis Eduardo Aute con otros cantantes hispanos como Joaquín Sabina. Un mes más tarde, sacó un álbum homenaje llamado Leyendas, en el cual canta a dúo con 14 cantantes de larga trayectoria en la música iberoamericana.
En el 2022, lanzó para el Día de la Madre, la canción "Eres tú - Mamá", canción que escribió a los 16 años para su madre como regalo para el Día de la Madre y de la que ya dio un adelanto en mayo del 2020 en plena pandemia. En junio lanza la canción "Te soñé", cantada a dúo con el cantante colombiano Carlos Vives a modo de vallenato, estando dedicada la canción a Tlaxcala y siendo rodado el videoclip en diferentes partes del estado y en especial Huamantla lugar de nacimiento del cantante mexicano. En septiembre lanzó «Digan lo que digan», que seguía la misma línea temática que la canción «Que lo nuestro se quede nuestro». En noviembre lanzó la versión acústica de la canción «Un viaje a todas partes», cuya versión estudio se lanzó en enero de 2023 a dúo con la cantante Melissa Robles, solista del grupo mexicano Matisse. En diciembre del 2022 anunció su nueva gira «Un Tour a Todas Partes», que arrancaría en marzo del 2023 y que le llevaría a varios países de América Latina y a España. En febrero de 2023 lanzó el álbum «Sincerándome», su séptimo álbum de estudio, conteniendo 10 canciones, entre las que estaban las que lanzó el año anterior y en el que trata de las experiencias vitales y profundas de su vida así como a ciertos familiares suyos como su hermana, su madre y su esposa Cynthia Rodríguez. Para ese mismo año el tema «Digan lo que digan» fue utilizado para la telenovela Eternamente amándonos.

### 2024-actualidadXX Carlos Rivera
En el año 2024, Carlos Rivera celebró sus primeros 20 años de trayectoria artística, el 4 de julio del mismo año dio inicio de la gira, con el primer concierto de Carlos Rivera XX en la Arena Ciudad de México, donde invitó a los primeros 5 ganadores del reality show televisivo La Academia, (Myriam, Erika, Erasmo y Samuel), así como algunos maestros del programa de canto, además de la asistencia de su esposa Cynthia Rodríguez.

## Discografía
| - 2007: Carlos Rivera - 2010: Mexicano - 2013: El hubiera no existe - 2016: Yo creo - 2018: Guerra - 2023: Sincerándome - 2025: ¿Qué significa el amor? - 2021: Leyendas - 2020: Si fuera mía |

## Giras
Principales
- 2014: El hubiera no existe tour[119]
- 2016: Yo creo tour[120]
- 2018: Guerra tour[121]
- 2023: Un tour a todas partes
- 2024-2025: Carlos Rivera XX

## Filmografía

### Teatro
| Año  | Título               | Personaje | Producción | Nota              | Ref.    |
| ---- | -------------------- | --------- | ---------- | ----------------- | ------- |
| 2006 | Bésame mucho         | Ninguno   | México     | Debut teatral     | [ 122 ] |
| 2008 | Orgasmos, la comedia | Ninguno   | México     | Actuación estelar | [ 123 ] |
| 2008 | La bella y la bestia | Bestia    | México     | Protagónico       | [ 124 ] |
| 2009 | Mamma Mia!           | Sky       | México     | Actuación estelar | [ 125 ] |
| 2011 | El rey león          | Simba     | España     | Protagónico       | [ 67 ]  |
| 2015 | El rey león          | Simba     | México     | Protagónico       | [ 126 ] |
| 2022 | José el Soñador      | José      | México     | Protagónico       | [ 127 ] |

### Televisión
| Año  | Título                                     | Personaje | Director                                        | Nota                                     | Ref.    |
| ---- | ------------------------------------------ | --------- | ----------------------------------------------- | ---------------------------------------- | ------- |
| 2004 | La Academia                                | Ninguno   | Giorgio Aresu                                   | Participante Ganador                     | [ 128 ] |
| 2006 | Desafío de estrellas                       | Ninguno   | TV Azteca Eva Borja                             | Participante                             | [ 129 ] |
| 2006 | La Academia Cinco: La generación de la luz | Ninguno   | TV Azteca Eva Borja                             | «Padrino» del participante Vince Miranda |         |
| 2014 | La voz kids                                | Ninguno   | Juanma Beautell                                 | Asesor                                   | [ 130 ] |
| 2016 | El hotel de los secretos                   | Andrés    | Jimena Galeotti                                 | Actuación estelar                        | [ 131 ] |
| 2016 | First Dates                                | Ninguno   | Yolanda Martín Vanesa Ferreiro Silvia Columbrán | Invitado                                 | [ 132 ] |
| 2018 | Golpe al corazón                           | Ninguno   | Enrique Estevanez                               | Banda sonora                             | [ 133 ] |
| 2018 | La voz México                              | Ninguno   | Televisa Miguel Ángel Fox                       | Juez                                     | [ 134 ] |
| 2019 | La voz kids México                         | Ninguno   | Televisa Miguel Ángel Fox                       | Juez                                     | [ 135 ] |
| 2019 | ¿Quién es la máscara?                      | Ninguno   | Televisa Miguel Ángel Fox                       | Juez                                     | [ 136 ] |
| 2020 | La Voz                                     | Ninguno   | Juanma Beautell                                 | Asesor                                   | [ 137 ] |
| 2020 | ¿Quién es la máscara? 2                    | Ninguno   | Televisa Miguel Ángel Fox                       | Juez                                     | [ 138 ] |
| 2021 | ¿Quién es la máscara? 3                    | Ninguno   | Televisa Miguel Ángel Fox                       | Juez                                     | [ 139 ] |
| 2022 | ¿Quién es la máscara? 4                    | Ninguno   | Televisa Miguel Ángel Fox                       | Juez                                     | [ 140 ] |
| 2023 | ¿Quién es la máscara? 5                    | Ninguno   | Televisa Miguel Ángel Fox                       | Juez                                     | [ 141 ] |
| 2024 | ¿Quién es la máscara? 6                    | Ninguno   | Televisa Miguel Ángel Fox                       | Juez                                     | [ 142 ] |

### Cine
| Año  | Título      | Personaje | Director                         | Nota                      | Ref.    |
| ---- | ----------- | --------- | -------------------------------- | ------------------------- | ------- |
| 2017 | Coco        | Ninguno   | Lee Edward Unkrich Adrián Molina | Banda sonora / Recuérdame | [ 143 ] |
| 2019 | El rey león | Simba     | Jon Favreau                      | Actuación de doblaje      | [ 144 ] |

## Premios y nominaciones

### Galardones
| Año  | Entrega            | Categoría                | Nominación               | Resultado | Ref.    |
| ---- | ------------------ | ------------------------ | ------------------------ | --------- | ------- |
| 2012 | World Broadway     | Mejor actor revelación   | Carlos Rivera            | Ganador   | [ 145 ] |
| 2013 | Antena de la CIRT  | Mérito artístico         | El hubiera no existe     | Ganador   | [ 146 ] |
| 2014 | Premios Dial       | Artista revelación       | Carlos Rivera            | Ganador   | [ 147 ] |
| 2016 | Premios Dial       | Trayectoria musical      | 12 años de carrera       | Ganador   | [ 147 ] |
| 2017 | TVyNovelas         | Mejor actor coestelar    | El hotel de los secretos | Ganador   | [ 148 ] |
| 2017 | TVyNovelas         | Mejor actor revelación   | El hotel de los secretos | Ganador   | [ 148 ] |
| 2019 | TVyNovelas         | Mejor tema musical       | «Me muero»               | Ganador   | [ 149 ] |
| 2022 | Premios Lo Nuestro | Canción mariachi del año | «100 años»               | Ganador   | [ 150 ] |

### Nominaciones
| Año  | Entrega            | Categoría               | Nominación                        | Resultado | Ref.    |
| ---- | ------------------ | ----------------------- | --------------------------------- | --------- | ------- |
| 2012 | Premios Oye!       | Solista ranchero        | Mexicano                          | Nominado  | [ 151 ] |
| 2017 | TVyNovelas         | Mejor tema musical      | «Que lo nuestro se quede nuestro» | Nominado  | [ 152 ] |
| 2019 | Premios Juventud   | Del Reality al Stage    | Carlos Rivera                     | Nominado  | [ 153 ] |
| 2020 | Premios Juventud   | El Cuarentema           | «Color esperanza»                 | Nominado  | [ 154 ] |
| 2020 | Premios Lo Nuestro | Artista del Año         | Carlos Rivera                     | Nominado  | [ 155 ] |
| 2021 | Premios Lo Nuestro | Artista del Año         | Carlos Rivera                     | Nominado  | [ 156 ] |
| 2021 | Premios Lo Nuestro | Canción del año         | «Perdiendo la cabeza»             | Nominado  | [ 156 ] |
| 2021 | Premios Lo Nuestro | Colaboración del año    | «Perdiendo la cabeza»             | Nominado  | [ 156 ] |
| 2021 | Premios Juventud   | Mejor fusión regional   | «100 años»                        | Nominado  | [ 157 ] |
| 2022 | Premios Lo Nuestro | Álbum del año           | Leyendas                          | Nominado  | [ 7 ]   |
| 2022 | Premios Lo Nuestro | La mezcla del año       | «100 años»                        | Nominado  | [ 7 ]   |
| 2022 | Premios Lo Nuestro | Artista solista del año | Carlos Rivera                     | Nominado  | [ 7 ]   |
| 2022 | Premios Lo Nuestro | Canción del año/pop     | «Estar enamorado»                 | Nominado  | [ 7 ]   |
| 2022 | Premios Lo Nuestro | Canción del año/balada  | «Estar enamorado»                 | Nominado  | [ 7 ]   |
| 2022 | Premios Lo Nuestro | Álbum del año/pop       | Leyendas                          | Nominado  | [ 7 ]   |
| 2022 | Premios Lo Nuestro | Colaboración del año    | «100 años»                        | Nominado  | [ 7 ]   |